# Kanton Riom-Ouest
Kanton Riom-Ouest (fr. Canton de Riom-Ouest) je francouzský kanton v departementu Puy-de-Dôme v regionu Auvergne. Tvoří ho sedm obcí.

## Obce kantonu
- Châteaugay
- Enval
- Malauzat
- Marsat
- Mozac
- Riom (západní část)
- Volvic